# 羅志

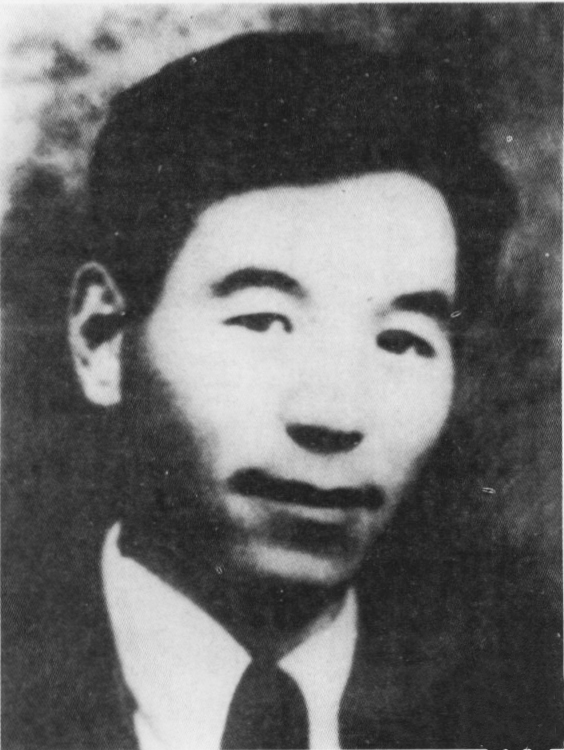
羅志

羅志（1918年—1949年8月27日），笔名庚克，汉族，广东高明人，中国近代共产主义革命者，曾参与东北民众救国军，后随部队撤往新疆。中国抗日战争结束后，他加入新疆共产主义者同盟，并参与筹建民主革命党。1949年，他在扎巴依喀勒山空难中身亡。

## 生平
自幼父母双亡，3岁随叔父到吉林长春。1923年，羅志在家念私塾。在长春县城小学毕业后考入哈尔滨特区中学。1929年，随家人迁居哈尔滨，在哈尔滨特区中学念初中。1931年九一八事变后，他在1932年9月投笔从戎，加入苏炳文领导的东北民众救国军学兵连。1932年10月，跟随苏炳文参加满海战役。1933年春，随苏炳文部转移到新疆迪化（今乌鲁木齐市），考进新疆军官学校，后转入新疆学院法律系。1935年夏，被选送到苏联塔什干医学院学习。但因“图谋不轨，行为恶劣”而被监解回到中国，关押到迪化第二监狱。半年之后无罪释放，进入新疆学院政治经济系学习。他受到中国共产党党员、系主任林基路影响，参与宣传抗日。1938年夏，学习期满后留校任教。1939年，调往新疆省蒙（古）、哈（萨克）简易师范学校，担任训育主任兼该校反帝分会干事。1940年，任阿山哈巴河县教育局局长。由于行政事务太多，故要求调回新疆学院。他认真学习马列主义著作，学以致用。由于受到监视，1942年调到承化县（今阿勒泰市）任职。1943年夏，遭他人诬告，再度被投入迪化监狱。由于是冤案，所以获得释放，此后在焉耆警察局工作。1944年5月，因为旧案重提，第三度被投入监狱。1945年春，无罪释放。
获释之后，羅志拒绝在中国国民党领导的新疆省各级政府中任职，和妻子摆摊为生。1945年冬，加入新疆共产主义者同盟，并且当选为该同盟5人领导小组成员，负责宣传。随后，他加入中苏文化协会新疆分会；他创建了图书馆，收藏马列主义革命理论著作；他还组织了报告会、电影会、图片展览，介绍苏联社会主义建设的伟大成就。1946年7月1日，针对新成立的新疆省联合政府，新疆共产主义者同盟决定发动工人罢工。他全程参与了此次活动，他提出的罢工指导思想及具体形式等意见，受到领导小组采纳，新疆工人运动史上首次大罢工获得胜利。
1947年2月21日，民主革命党成立，他当选该党中央委员兼迪化区委书记。同年5月，泛突厥主义人士麦斯武德出任新疆省联合政府主席，与乌斯满合作排斥左翼力量，逮捕民主革命党领导人，进攻阿泰革命根据地。羅志召开紧急会议，决定迪化区委暂停活动一个月，保存了民主革命党的实力。当时他化名为“庚克”。1947年下半年，鉴于中国人民解放军在第二次国共内战中不断胜利，他提出迪化区委的工作方针是“壮大队伍，配合全国，迎接胜利”，将工作重心放在学校。所以他参与在新疆农校以及迪化一中创建了“新共青年会”、“青年先锋队”等群众组织，支持《民主报》、《战斗》刊物的创办，并撰写文章。

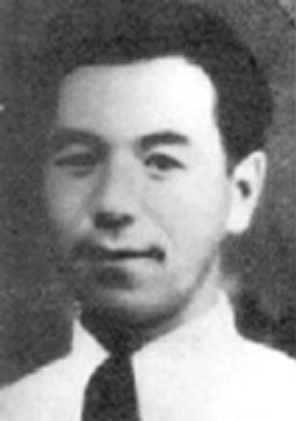
羅志

1948年12月发表的《群众组织的领导问题》一文称，争取彻底胜利的关键是动员大多数人民参加到民族解放斗争中；《我们的工作作风》一文阐述了什么是革命者的工作作风。1949年2月发表的《新工作，新任务》一文，揭露中国国民党在新疆搞假和平，号召大家提高警惕，文中还揭露了中国国民党勾结帝国主义，策动“五马”（马鸿逵、马鸿宾、马步芳、马步青、马呈祥）在新疆建立“回教国”的阴谋。在听取中国共产党代表邓力群在迪化秘密会见新疆共产主义者同盟（又名“战斗社”）负责人的谈话以后，罗志表示赞成将“战斗社” 统一到中国共产党的领导下，和中共中央协调一致。
1949年8月20日，他接到通知，应邀到北平参加中国人民政治协商会议第一届全体会议。其实，本来是安排“战斗社”负责人李泰玉参加会议，但组织上后来根据工作需要，临时换成了罗志。8月20日，罗志从迪化赶到伊宁。8月22日，罗志和邓力群谈话，罗志谈了迪化近期军事及政治情况。8月23日，邓力群将罗志谈到的情况报告给中共中央。
1949年8月27日，赴北平参加中国人民政治协商会议第一届全体会议的新疆代表团乘坐的飞机在苏联失事，包括罗志在内的代表团全体人员遇难，此即扎巴依喀勒山空难。毛泽东为他题写挽联：“为民族解放及人民民主事业服务而牺牲的罗志同志的精神永垂不朽！”包括罗志在内的此次空难遇难的7位新疆革命领导人的墓，设在伊宁市阿合买提江街人民公园内西侧的三区革命烈士陵园内。
罗志故居位于广东省佛山市高明区杨和镇圆岗村委会圆岗村，是高明区文物保护单位。

## 家庭
- 妻：杜秀贞（？-1986年12月），新疆焉耆县人，1943年5月和罗志结婚，曾参加“战斗社”，新疆和平解放后在乌鲁木齐从事妇女工作。1954年自愿支援和田，被分配到和田县人民医院任护士。1958年与付德胜结婚，付德胜（？-1988年）15岁加入游击队，当过班长、排长，多次参加战斗，后来任和田县人民检察院检察长兼和田县公安局局长。杜秀贞和付德胜未生育，结婚两年后收养了侄子付重仁、付重成，后来又收养了付红红以及来到和田无依无靠的山东籍女孩万翠珍。[4]
- 家乡“妻子”：是广东高明县祖籍地的一位大妈抱公鸡给罗志娶的”妻子”。早已和杜秀贞结婚的罗志事后才得知这件离谱的事，从未承认过这件“婚姻”，也从未见过这位“妻子”。姚志坚回忆道：“在罗志同志遇难，党中央认定罗志同志为烈士后，杜秀贞同志把组织给她的生活费的一部分及新疆日报刊登的有关纪念罗志同志的文章，寄给了罗志同志的家乡、罗志没有见过面的“妻子”，因为解放前罗志同志曾给家里寄钱和信，所以杜秀贞同志知道通信地址。”[9]

## 延伸阅读
- 新疆维吾尔自治区团委青运史研究室、广东省高明县地方志编纂委员会编，忆罗志，广东省南海系列印刷公司，1988年
- 熊坤静 著、蒋跃新 绘画，罗志/新疆历史画丛，新疆人民出版社，2012年，ISBN9787228152940
- 谭世荣，罗志烈士传，中华书局，2015年